# The Shadowthrone
The Shadowthrone ist das zweite Album der norwegischen Black-Metal-Band Satyricon.

## Stil & Inhalt
Die Texte der Lieder sind vorrangig in Englisch abgefasst. Drei Lieder haben einen norwegischen Text. Sie alle handeln von Gewalt und Tod, streifen aber auch die Wikinger thematisch.
Musikalisch lehnt sich das Album an Bathory an und ähnelt dem Vorgängeralbum Dark Medieval Times, obwohl sich das Konzept und der Klang merkbar verbessert haben und nur noch vereinzelt Folk-Elemente verwendet werden. Das Schlagzeug spielt Blastbeats, der Gesang ist leise abgemischt.

## Rezeption
The Shadowthrone wurde von Fans und Kritikern begeistert aufgenommen.
Das Album wird als „purer nordischer Black Metal in Perfektion“ bezeichnet, „besonders der erste Song ist sehr cool“.

## Titelliste
1. Hvite krists død (Tod des weißen Christus) – 8:27
2. In the Mist by the Hills (Im Nebel bei den Hügeln) – 8:01
3. Woods to Eternity (Wälder zur Ewigkeit) – 6:13
4. Vikingland (Wikingerland) – 5:14
5. Dominions of Satyricon (Dominions von Satyricon) – 9:25
6. The King of the Shadowthrone (Der König des Schattenthrons) – 6:14
7. I en svart kiste (In einem schwarzen Sarg) – 5:24